# 第七大道車站 (IND卡爾弗線)
第七大道車站（英語：Seventh Avenue station），有時稱為「第七大道-公園坡車站」（英語：Seventh Avenue–Park Slope station），是紐約地鐵IND卡爾弗線的一個快車地鐵站，位於布魯克林公園坡第七大道及第九街，設有F線與G線（任何時候停站）列車服務。

## 車站結構
| G         | 街道層             | 出入口                                                               |
| B1        | 第八大道中間層     | 第八大道樓梯著地處                                                   |
| B2        | 夾層               | 閘機、車站詢問處                                                     |
| B3 月台層 | 北行               | 往牙買加-179街（第四大道） · 往法庭廣場（第四大道）                  |
| B3 月台層 | 島式月台，左側開門 |                                                                      |
| B3 月台層 | 北行快速           | 無定期服務                                                           |
| B3 月台層 | 南行快速           | 無定期服務                                                           |
| B3 月台層 | 島式月台，左側開門 |                                                                      |
| B3 月台層 | 南行               | 往康尼島-斯提威爾大道（15街-展望公園） · 往教堂大道（15街-展望公園） |

此站的兩個島式月台和四條軌道，但只有外側兩條軌道使用，但快車軌道有計劃重新使用。此站以南，快車軌道分隔慢車軌道，並在漢密爾頓堡公園道下方匯入，再上升。兩側軌道牆都有水患痕跡。
雖然此站是地下車站而第四大道是高架車站，此站實際上比第四大道車站更高。這是因為布魯克林的地形向西下降（也是公園坡名稱由來），容許路線在兩站之間進入山坡。

## 外部連結
维基共享资源上的相關多媒體資源：第七大道車站
- nycsubway.org—IND Crosstown: 7th Avenue/Park Slope
- Station Reporter — F Train
- Station Reporter — G Train
- The Subway Nut — 7th Avenue Pictures （页面存档备份，存于）
- Seventh Avenue entrance from Google Maps Street View （页面存档备份，存于）
- Eighth Avenue entrance from Google Maps Street View （页面存档备份，存于）
- Platforms from Google Maps Street View